# Stafford (Connecticut)
Pour les articles homonymes, voir Stafford.
Stafford est une municipalité américaine située dans le comté de Tolland, dans l'État du Connecticut.
Stafford devient une municipalité en 1719. Elle doit son nom à la ville anglaise de Stafford dans le Staffordshire.

## Démographie
| 1820  | 1850  | 1860  | 1870  | 1880  | 1890  |
| ----- | ----- | ----- | ----- | ----- | ----- |
| 2 269 | 2 940 | 3 397 | 3 405 | 4 455 | 4 535 |

| 1900  | 1910  | 1920  | 1930  | 1940  | 1950  |
| ----- | ----- | ----- | ----- | ----- | ----- |
| 4 297 | 5 233 | 5 407 | 5 949 | 5 835 | 6 471 |

| 1960  | 1970  | 1980  | 1990   | 2000   | 2010   |
| ----- | ----- | ----- | ------ | ------ | ------ |
| 7 476 | 8 680 | 9 268 | 11 091 | 11 307 | 12 087 |

Selon le recensement de 2010, Stafford compte 12 087 habitants. La municipalité s'étend sur 58,76 milles carrés (152,19 km2), dont 0,72 milles carrés (1,86 km2) d'étendues d'eau.